# 父ありき
『父ありき』（ちちありき）は、1942年（昭和17年）公開の小津安二郎監督の日本映画。

## 概要
父親と息子という親子関係を深くそして繊細に描いた作品。1937年小津の出征前に脱稿した脚本を改作したもので、戦時色濃厚な時期の映画だけに戦後になって多くの箇所がカットされた。1989年「大アンケートによる日本映画ベスト150」（文藝春秋発表）第138位にランキングされている。1919年5月の16歳の時、修学旅行に訪れた大阪・道頓堀で、同級生がボートに乗って転覆した出来事が、当作品におけるボート転覆場面の元になったと考える者もいる。

## あらすじ

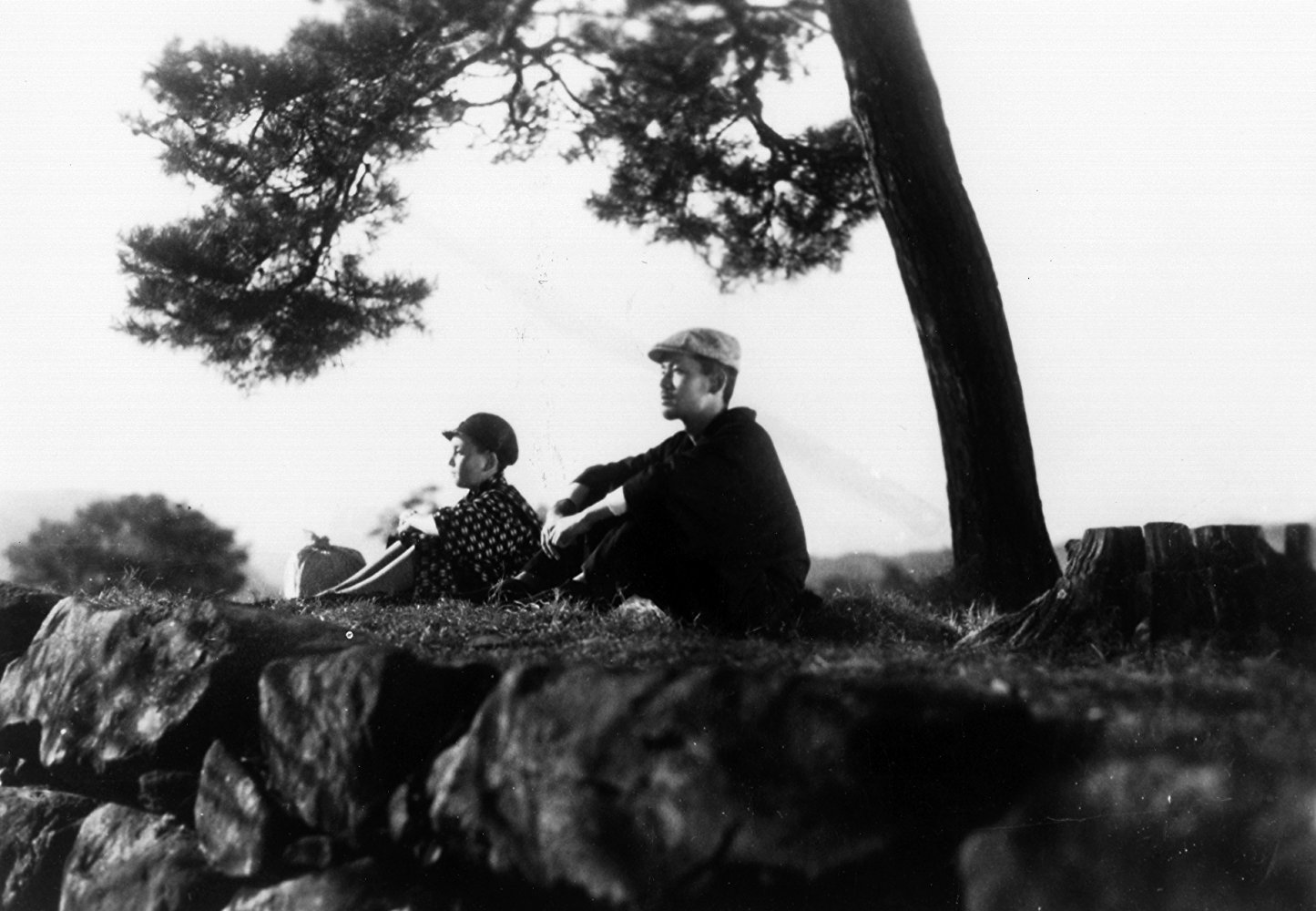
佐野周二（左）と笠智衆（右）

妻に先立たれ、男手一つで息子を育ててきた金沢の教師・堀川は、修学旅行の事故の責任をとり辞表を出す。息子を連れて故郷の長野県に戻った堀川は村役場で働くことになる。息子の良平は中学に進み寄宿舎に入り、堀川は単身上京してもう一働きして良平を進学させてやりたいと話す。その後、良平は仙台の帝大に進み秋田の学校で教職につく。父は、金沢時代の同僚だった平田の娘を貰ってはどうかと良平に聞く。良平は照れながらも任せると言うが、数日後、堀川は急に倒れあっけなく息を引き取った。そして、良平とふみは秋田県へ向かうのだった。

## スタッフ
- 監督：小津安二郎
- 脚本：池田忠雄、柳井隆雄、小津安二郎
- 製作：磯野利七郎
- 撮影：厚田雄治
- 配光：内藤一二
- 美術：浜田辰雄
- 編集：浜村義康
- 録音：妹尾芳三郎
- 音響効果：斎藤六三郎
- 音楽：彩木暁一
- 演奏：松竹交響楽団

## キャスト
- 堀川周平 - 笠智衆
- 良平 - 佐野周二
- その少年時代 - 津田晴彦
- 黒川保太郎 - 佐分利信
- 平田真琴 - 坂本武
- ふみ - 水戸光子
- 清一 - 大塚正義
- 内田実 - 日守新一
- 和尚さん - 西村青児
- 漢文の先生 - 谷麗光
- 中学の先生 - 河原侃二
- 会社員 - 宮島健一
- 医師 - 奈良真養
- 卒業生 - 大山健二、三井弘次
- 東北の工業生 - 小藤田正一

## 作品データ
- 製作 : 松竹大船撮影所
- フォーマット : 白黒　スタンダードサイズ（1.37:1）　モノラル
- 初回興行 : 白系
- 同時上映 :

## テレビドラマ
本作を原作とするテレビドラマが、1958年9月5日・9月12日・9月19日の3回にわたって、KRT（現：TBS）系列の『サンヨーテレビ劇場』で放送された。映画の脚本を手掛けた小津安二郎・池田忠雄・柳井隆雄の3名が「原作」名義になっている。
なお『サンヨーテレビ劇場』は本作から金曜22:00 - 22:30（JST）で放送される。
- 出演者：佐分利信、田中英司、坂本武、二木てるみ、永島明、鶴丸睦彦、川喜多雄二
- 原作：小津安二郎・池田忠雄・柳井隆雄
- 脚本：田村幸二

| KRT系列 サンヨーテレビ劇場       | KRT系列 サンヨーテレビ劇場 | KRT系列 サンヨーテレビ劇場 |
| 前番組                           | 番組名                     | 次番組                     |
| -------------------------------- | -------------------------- | -------------------------- |
| ああ江田島 （火曜20:30 - 21:00） | 父ありき （ドラマ版）      | 梵火                       |
| KRT系列 金曜22時台前半枠         |                            |                            |
| 今宵楽しく                       | 父ありき （ドラマ版）      | 梵火                       |